# Općina Gradsko
Općina Gradsko (makedonski: Општина Градско) je jedna od 80 općina Sjeverne Makedonije koja se prostire na sredini Sjeverne Makedonije. 
Upravno sjedište ove općine je selo Gradsko.

## Zemljopisne osobine
Općina Gradsko prostire se u Tikveškom polju, koje zatvaraju planine; Serta na istoku, Golešnica na sjeveru, te Jakupica i Babuna na zapadu.
Općina Gradsko graniči s općinom Lozovo na sjeveru, s općinom Štip na sjeveroistoku, s općinom Negotino na istoku, s općinom Rosoman na jugu, s općinom Čaška na zapadu, te s općinom Veles na sjeverozapadu.
Ukupna površina Općine Gradsko  je 236.19 km².

## Stanovništvo
Općina Gradsko  ima 3 760 stanovnika. Po popisu stanovnika iz 2002. nacionalni sastav stanovnika u općini bio je sljedeći;

## Naselja u Općini Gradsko
Ukupni broj naselja u općini je 16, i sva imaju status sela.

## Pogledajte i ovo
- Sjeverna Makedonija
- Općine Sjeverne Makedonije

## Vanjske poveznice
- Službene stranice Općine Gradsko
- Općina Gradsko na stranicama Discover Macedonia